# Nomothetische en idiografische methode
De idiografische methode (Grieks idios = eigen, graphein = beschrijven) is de studie van gedrag dat het individu uniek maakt. Het is deze methode die volgens Wilhelm Windelband gebruikt zou moeten worden in alfawetenschappen als geschiedenis en etnografie.
De nomothetische methode (nomos = wet) — de studie van groepen om algemene conclusies te kunnen trekken — geschikt was voor de bètawetenschappen om wetmatigheden te ontdekken.
De idiografische wetenschappen zouden zich dan ook moeten beperken tot het beschrijven van eenmalige gebeurtenissen. Binnen de historiografische stroming historisme beschouwde men geschiedenis ook als een eenmalig proces bestaande uit unieke gebeurtenissen. Daarentegen meenden de historisch materialisten en structuralisten dat er in het gedrag van mensen wel degelijk wetmatigheden zijn waar te nemen en dat uitzonderingen daarop eerder toeval zijn.
Aan het begin van de twintigste eeuw speelde zich in Duitsland de zogenaamde Lamprechtstreit af tussen neokantianen als Windelband en Dilthey die de idiografische methode aanhingen en Lamprechtianen die een nomothetisch beeld hadden van de geschiedenis.